# Franco Bagna
Franco Bagna (Brescia, 22 ottobre 1921 – Poggio Rusco, 22 aprile 1945) è stato un militare italiano, medaglia d'oro al valor militare.

## Biografia
Terminato a Lodi il liceo classico, aveva frequentato l'Accademia di artiglieria e genio.
Nel 1942, nominato sottotenente, era stato inquadrato nella 47ª Divisione fanteria "Bari". Volontario paracadutista, dopo l'armistizio, Il Sten. Franco Bagna voleva unirsi ai ribelli del Maggiore Rizzatti e continuare a combattere con i tedeschi. Veniva dissuaso dal col. Tantillo amico del padre generale del Regio Esercito e rimase con la Nembo in attesa di ordini. Successivamente entra a far parte del Corpo Italiano di Liberazione, partecipò alla guerra con gli Alleati. Mentre il conflitto era ormai prossimo alla fine, il giovane ufficiale si offrì per essere lanciato alle spalle del nemico con altri paracadutisti della Compagnia autonoma distaccamento "Nembo". Cadde, con altri quattordici commilitoni e due partigiani, in un violento scontro con le truppe della Wehrmacht in ritirata, che in quel frangente persero diciotto uomini.
Nel 1960, per ricordare quel tragico fatto d'armi, al Casellone (ora Cà Bruciata) di Dragoncello di Poggio Rusco è stato eretto un cippo.